# Eptatretinae
A subfamília eptatretinae,diferentemente de myxininae possui vários pares de fendas branquiais.